# Michèle Firk
Michèle Firk est une journaliste, critique de cinéma et militante anticolonialiste française, née le 18 avril 1937 et morte le 7 septembre 1968.

## Biographie
Née à Paris dans une famille juive d'artisans-commerçants français, dont les quatre grands-parents venus d'Europe Centrale, chassés par des pogroms dans les années 1890, naturalisés Français, s'étaient mariés et installés à Paris, Michèle Firk est reçue à l'Institut des hautes études cinématographiques (IDHEC) en 1956, après sa classe préparatoire faite au Lycée Voltaire à Paris. Elle collabore dès la fin de l'année 1958 à la revue Positif, dont elle représente  « l'aile gauche » avec Gérard Gozlanet dans laquelle sont publiés ses premiers articles sur le cinéma cubain, ainsi qu'aux Lettres françaises ; en outre, elle participe à l'animation du Ciné-club Action, à Paris.
D’abord militante à l’Union des étudiants communistes (UEC) et au Parti communiste français (PCF), elle s’engage dans l’aide au FLN algérien depuis Paris. « A 24 ans, elle est plutôt isolée dans une cinéphilie composée surtout de jeunes hommes, mais pas la moins active. Elle écrit dans Positif, milite clandestinement comme « porteuse de valise » dans le réseau Jeanson de soutien au FLN, organise des projections de films dénonçant la « sale guerre » en Algérie ». En 1962, elle se rend et séjourne en Algérie, où elle collabore à cette occasion à la revue Jeune Afrique, signant ses articles « Emmanuelle Sandinot ».
Elle est à Cuba en 1963, avant de partir pour le maquis du Guatemala, conformément à sa volonté d'agir comme « combattante révolutionnaire » : compagne de Camilo Sánchez, commandant du front urbain de la guérilla des FAR, Forces armées rebelles, elle participe en août 1968 à l’enlèvement de l'ambassadeur des États-Unis au Guatemala, John Gordon Mein (en), qui est assassiné le 28. Sur le point d’être arrêtée par la police guatémaltèque, elle se suicide dans son appartement le 7 septembre 1968.

## Écrits
- Michèle Firk, écrits réunis par ses camarades, Éric Losfeld, 1969[6] (BNF 33006908)

## Hommages
- La dédicace de l'épisode Fatale beauté de la série Histoire(s) du cinéma réalisée par Jean-Luc Godard précise : « Pour Michèle Firk et Nicole Ladmiral ».
- À Montreuil, en Seine-Saint-Denis, le « café-librairie Michèle Firk »[7], situé dans les locaux du Centre international de création « La Parole errante », a été nommé ainsi par l'homme de théâtre Armand Gatti en hommage à la journaliste[8].